# 多拉 (阿拉巴马州)
多拉（英文：Dora），是美国阿拉巴马州下属的一座城市。面积约为7.51平方英里（约合19.45平方公里）。根据2010年美国人口普查，该市有人口2,025人，人口密度为269.64/平方英里（约合104.11/平方公里）。